# Macrostomum stirewalti
Macrostomum stirewalti är en plattmaskart. Macrostomum stirewalti ingår i släktet Macrostomum och familjen Macrostomidae. Inga underarter finns listade i Catalogue of Life.